# 蟹江美貴
蟹江 美貴（かにえ みき、1988年12月4日 - ）は、日本の元アーチェリー選手。

## 経歴
1988年12月4日、愛知県岡崎市出身。岡崎市立東海中学校、愛知産業大学三河高等学校から近畿大学法学部政策法学科卒業後、ミキハウス入社。
アーチェリーは中学校時代に走らなくてよさそうな運動という理由で始めた。左利き。高等学校時代には全国高等学校総合体育大会団体戦優勝経験を持つ。近畿大学入学後にコーチによるフォーム改造を施されてから地力が上昇し、全日本学生選手権や全日本選手権個人戦などに優勝。
2009年に日本代表入りし、同年の世界選手権団体では松永安紗子、松下紗耶未との団体で準優勝を果たした。またアジア選手権でも団体優勝している。全日本選手権では決勝で斉藤彩香を破り初優勝した。
2010年の全日本ターゲットアーチェリー選手権大会では3位となった。
2011年5月の世界選手権には選考会で5位となり出場を逃した。同年の全関西アーチェリー選手権大会では3位となっている。
2012年4月の国内選考会で日本代表に選ばれた。そして6月にアメリカユタ州オグデンで行われた五輪最終予選団体戦（3位までが出場権獲得）で3位となり団体戦出場権も獲得した。2012年ロンドンオリンピック日本代表選手に選出され、川中香緖里、早川漣との団体ではランキングラウンドでは720点満点中日本の3人中トップの665点で全体6位となった。1回戦で世界ランク3位のウクライナを破り、準々決勝でランク5位のメキシコを破った。準決勝で韓国に敗れたが、3位決定戦でロシアに勝利し、日本女子として初の銅メダルを獲得した。個人戦では1回戦でウクライナのドロホワを破り、2回戦では団体銀メダリストの徐晶を破った。
2014年3月に引退を発表。同月末でミキハウスを退社。現在は全国各地で講演や高校生などの指導にあたっている。広島県在住。

## 人物
近畿大学時代の指導者、山田秀明によれば、人間的にプレッシャーを感じずに試合をするタイプ。オリンピックではつけることができなかったが、トイ・ストーリーの「リトル・グリーン・メン」を肩当てに貼っている。